# Якопо VII Аппиано
Я́копо VII д’Аппиа́но д’Араго́на (итал. Jacopo VII Appiano d’Aragona; 1581, Генуя, Лигурийская республика — 5 января 1603, там же) — представитель дома Аппиано, князь Священной Римской империи, князь Пьомбино с 1589 по 1594, суверенный князь Пьомбино и маркграф Популонии с 1594 по 1603 год, пфальцграф Священной Римской империи.

## Биография
Родился в 1581 году в Генуе. Был сыном Алессандро I Аппиано, князя Пьомбино и Изабеллы де Мендоса, дочери дона Педро Гонсальво де Мендоса, графа Бинаско, посла Королевства Испания в Генуэзской республике. После убийства отца и изгнания из Пьомбино вместе с матерью и старшей сестрой поселился на острове Эльба. Верность дому Аппиано сохранили лишь подданные на Эльбе и во владениях на границе с великим герцогством Тосканы. Права наследника убитого князя поддержал великий герцог Фердинанд I, который апеллировал королю Испании и его наместнику в Неаполе с требованием вернуть Якопо Козимо его владения. В Мадриде интересы дома Аппиано представлял Альфонсо д’Аппиано д’Арагона, адмирал тосканского флота, который принял на себя опеку над несовершеннолетним племянником. Наконец, король Филипп II приказал расследовать убийство Алессандро I, который был его вассалом. В ходе расследования все виновные в убийстве князя были арестованы и наказаны, в том числе организатор преступления, дон Феличе д’Арагона, командир испанского гарнизона, который от имени испанского короля управлял Пьомбино после изгнания Якопо Козимо.
Родственники со стороны отца обвиняли в причастности к преступлению и мать Якопо Козимо, но за неё заступился великий герцог Фердинанд I, который считал вдовствующую княгиню невиновной. В апреле 1590 года в Генуе Изабелла де Мендоса, вместе с сыном, приняла присягу у жителей Пьомбино, сохранивших верность дому Аппиано, а ровно через год Якопо Козимо окончательно восстановил своё правление в Пьомбино. Его полный титул был следующим: князь Якопо VII д’Аппиано д’Арагона, князь Священной Римской империи, князь Пьомбино, синьор Скарлино, Популонии, Суверето, Буриано, Аббадья-аль-Фаньо, Виньяле и островов Эльба, Монтекристо, Пьяноза, Черболи и Пальмайола, пфальцграф Священной Римской империи.
Регентом при несовершеннолетнем правителе был назначен его дед по материнской линии. По причине слабого здоровья Якопо VII остался жить в Генуе, несмотря на многочисленные посольства к нему из Пьомбино с просьбой переехать в свои владения. Его слабое здоровье ещё при жизни привело к спорам между возможными наследниками. В 1592 году кузен князя Джамбаттиста Аппиани попытался оспорить его права на владение Пьомбино. В это же время король Испании предложил Якопо VII отказаться от суверенного правления в Пьомбино в обмен на равноценную территорию в Неаполитанском королевстве. Также великий герцог Тосканы в обмен на денежные суммы и обещание предоставить войска в войне с Османской империей получил от императора Рудольфа II заверение о передаче ему правления над Пьомбино в случае пресечения главной линии дома Аппиано. В феврале 1594 года император присвоил Пьомбино статус имперского княжества, а Популонии статус маркграфства, предоставив Якопо VII титулы князя Пьомбино и маркграфа Популонии. Тем самым император закрепил права Священной Римской империи на феод перед возможными претензиями со стороны испанского королевства. В июне того же 1594 года Якопо VII запретил иностранным подданным покупать в своих владениях землю и дома.

### Брак
В 1602 или самом начале 1603 года в Генуе Якопо VII сочетался браком с Бьянкой Спинола (1590 — 23.12.1625), дочерью генуэзского патриция Джанамброджо Спинола и Марии Спинола. Вскоре после этого, 5 января 1603 года, он скончался, не успев оставить наследника. Его вдова вторым браком вышла замуж за Фабио Висконти, графа Бреббия.

### Преемники
Со смертью Якопо VII угасла прямая линия дома Аппиано, синьоров и князей Пьомбино. На роль наследников владений дома претендовали сестра покойного князя Изабелла Аппиано, в первом браке графиня Бинаско, во втором герцогиня Браччано, а также представители дома Сфорца д’Аппиано — потомки Якопо III. Были и другие претенденты. Все ждали решения императора, а до этого феодом в течение восьми лет правил его викарий. В 1611 году император Рудольф II предоставил имперскую инвеституру Изабелле Аппиано. Но император Фердинанд II декретом от 29 октября 1624 года предоставил имперскую инвеституру другому претенденту, Карло Сфорца д’Аппиано, ставшему князем Пьомбино под именем Карло I, правление которого было недолгим. В 1628 году территория княжества была оккупирована испанским королём Филиппом IV, который удерживал её до 1634 года. 24 марта 1634 года в Неаполе послы императора и короля от их имени утвердили новым князем Пьомбино и маркграфом Популонии Никколо I Людовизи. Дом Людовизи получил право передавать владения по наследству как по мужской, так и по женской линиям.